# Ronde van Cuba
De Ronde van Cuba (Spaans: Vuelta a Cuba) was een meerdaagse wielerwedstrijd die jaarlijks in Cuba werd verreden tussen 1964 en 2010. De Ronde van Cuba was onderdeel van de UCI America Tour, de Amerikaanse tak van de continentale circuits van de UCI.
Recordwinnaar is de Cubaan Eduardo Alonso, die de ronde zes keer op zijn naam schreef; in 1984, 1986, 1987, 1988, 1989 en 1990.
Sinds 2011 wordt de Ronde van Cuba om financiële redenen niet meer georganiseerd.

## Lijst van winnaars

### Meervoudige winnaars
| Overwinningen | Renner                   | Land | Jaren                              |
| ------------- | ------------------------ | ---- | ---------------------------------- |
| 6             | Eduardo Alonso           | Cuba | 1984, 1986, 1987, 1988, 1989, 1990 |
| 5             | Pedro Pablo Pérez        | Cuba | 2000, 2001, 2004, 2006, 2008       |
| 4             | Sergio "Pipián" Martínez | Cuba | 1964, 1966, 1968, 1969             |
| 3             | Aldo "Búfalo" Arencibia  | Cuba | 1972, 1976, 1980                   |
| 3             | Carlos Cardet            | Cuba | 1974, 1977, 1979                   |
| 2             | Arnold Alcolea           | Cuba | 2009, 2010                         |

### Overwinningen per land
| Overwinningen | Land                                                                    |
| ------------- | ----------------------------------------------------------------------- |
| 28            | Cuba                                                                    |
| 2             | Duitsland                                                               |
| 1             | Canada, Italië, Duitse Democratische Republiek, Polen, Verenigde Staten |

2005 · 
2006 · 
2007 · 
2008 · 
2009 · 
2010 · 
2011 · 
2012 · 
2013 ·
2014 ·
2015 ·
2016 ·
2017 · 
2018 ·
2019 ·
2020 ·
2021 ·
2022 ·
2023 ·
2024 ·
2025
Belangrijkste wedstrijden

Ronde van San Luis · Ronde van Californië · Ronde van Utah · USA Pro Challenge · Ronde van Alberta